# Leszek Nogowski
prof. dr hab. Leszek Andrzej Nogowski – polski zootechnik, prorektor Uniwersytetu Przyrodniczego w Poznaniu.
Tytuł profesora nauk rolniczych otrzymał w 2001 roku. Odznaczony Złotym Krzyżem Zasługi w 2003 roku. W 2015 został powołany w skład Polskiej Komisji Akredytacyjnej.
21 września 2023 roku w Łodzi odbyło się XXIX Walne Zgromadzenie Członków Polskiego Towarzystwa Fizjologicznego, w którego trakcie prof. dr hab. Leszek Nogowski odznaczony został Medalem Honorowym im. Napoleona Cybulskiego, który przyznawany jest osobom fizycznym lub prawnym, szczególnie zasłużonym dla rozwoju nauk fizjologicznych.